# أزيران
أزيران هي قرية في مقاطعة أصفهان، إيران. عدد سكان هذه القرية هو 1,170 في سنة 2006.